# 黄竹坑駅
黄竹坑駅（こうちくこうえき、ウォンツォクハンえき）は香港香港島南区黄竹坑涌尾にある、MTR南港島線東段の駅である。

## 概要
金鐘駅から南風トンネルを抜けてすぐの場所にあり、城巴のシティバス海洋公園車庫の跡地に建造された、当路線中最初に完工した駅。ステーションカラーは「黄色とオリーブグリーン」。暗渠化した黄竹坑明渠の上にある。
平日はラッシュ時3分20秒間隔、日中4分30秒間隔、土曜日は日中4分30秒間隔、夕方4分間隔、日祝日は日中4分30秒間隔で3両編成の無人運転列車が運行される。

## 歴史
- 2011年5月18日 - 行政府が南港島線東段財務計画批准。
- 2011年5月 - 起工。
- 2016年12月28日 - 開業。
- 時期不明 - 南港島線 (西段)（中国語版）が当駅に接続する予定。

## 駅構造
島式ホーム1面2線を有する高架駅で、ホーム上に可動式ホーム柵完備。
省人化のため有人窓口（客務中心）はなく、タッチパネル式の自助客務機（セルフ式精算機・チャージ機）やオペレーター通話機能を備えた資訊台が代用として設置される
コンコースには設備・テナントとして、中国銀行（香港）や恒生銀行のATM、山崎製パン、アローム・ベーカリー、OK便利店、セブンイレブン、鴻福堂の店舗がある。

### のりば
| U2 南港島線ホーム階 | ➋番線      | →■南港島線金鐘方面（海洋公園）→                                                                        |
| U2 南港島線ホーム階 | 島式ホーム | |
| U2 南港島線ホーム階 | ❶番線      | ←■南港島線海怡半島方面（利東）                                                                         |
| L1 コンコース階     | コンコース | B出口/歩道橋、資訊台（改札外）、セルフ式精算機（改札内）、 無料Wi-fiスポット、自動券売機、売店、トイレ |
| G 地上              | -          | A出口、バスターミナル、タクシー乗り場                                                                  |

### 駅出口
- A出口：バスターミナル
- B出口：南朗山道
- C出口：黄竹坑道（開業時は未完成。黄竹坑車廠上の開発エリアと連結される）

## 駅周辺
- 公共運輸交匯処（中国語版）（バスターミナル）
- 香葉道
- 黄竹坑遊楽場
- 香港警察学院（中国語版）
- One Island South（中国語版）
- The Southside（中国語版）
- 南朗山道（中国語版）
- 南朗山道熟食市場
- 包玉剛遊泳池（中国語版）
- 深湾9号（中国語版）(Marinella)
- 金宝花園
- 珍宝閣
- 南濤閣（中国語版）
- 東華三院賽馬會康復中心
- 新加坡国際学校
- 新会商会陳白沙記念中学（中国語版）
- 聖神修院（中国語版）
- 深湾（中国語版）
- 雅濤閣（中国語版）
- 深湾遊艇倶楽部（中国語版）（アバディーン・マリーナ・クラブ）
- 深湾水警基地
- 黄竹坑道（中国語版）
- 黄竹坑工業区
- 香港仔
- 香港仔警署
- 香葉道休憩処
- 如心南湾海景酒店（中国語版）（ロテル・アイランドサウス）
- 香港仔工業学校（中国語版）
- 業勤街
- 業興街
- 黄竹坑綜合発展区

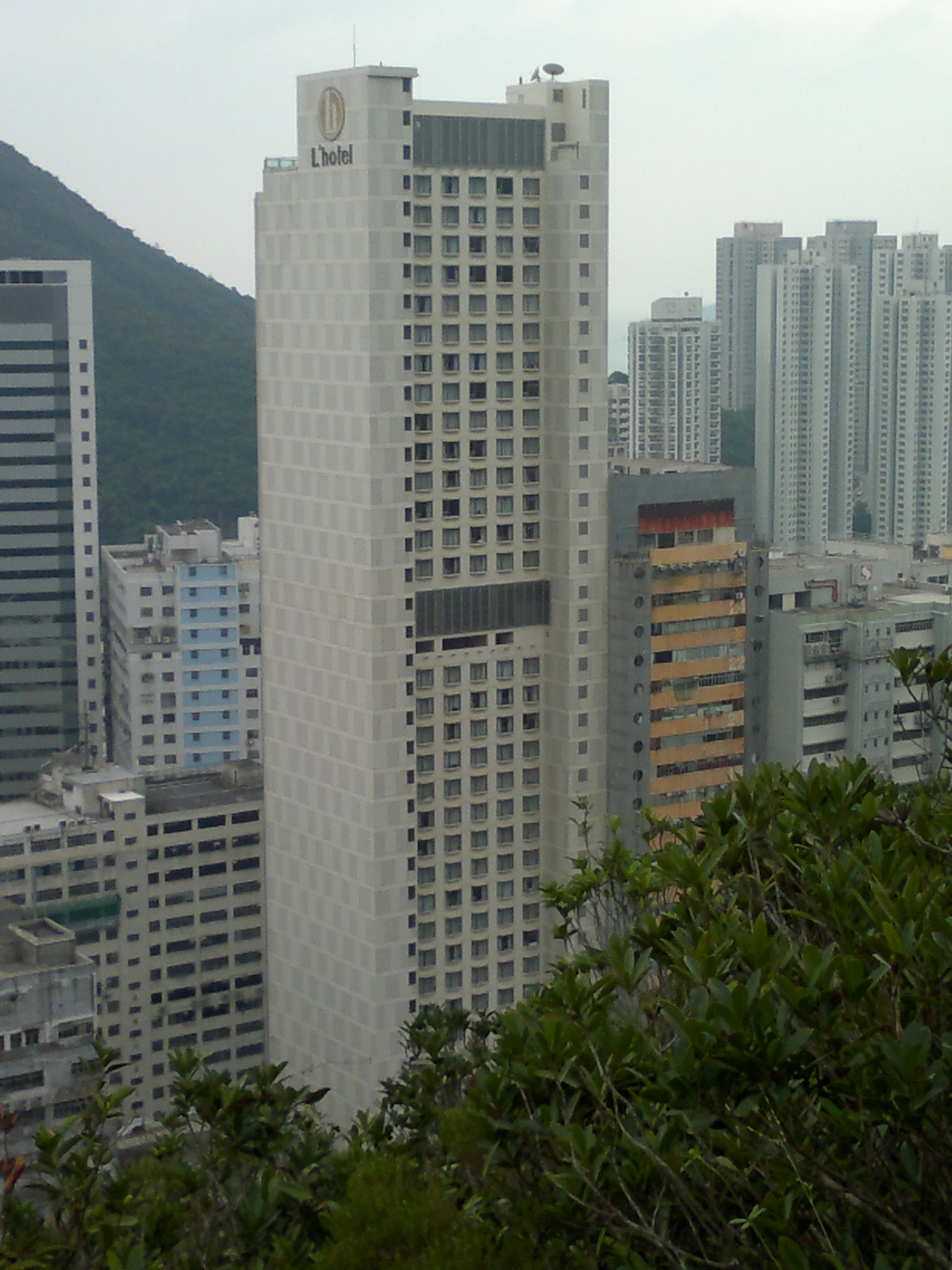
如心南湾海景酒店
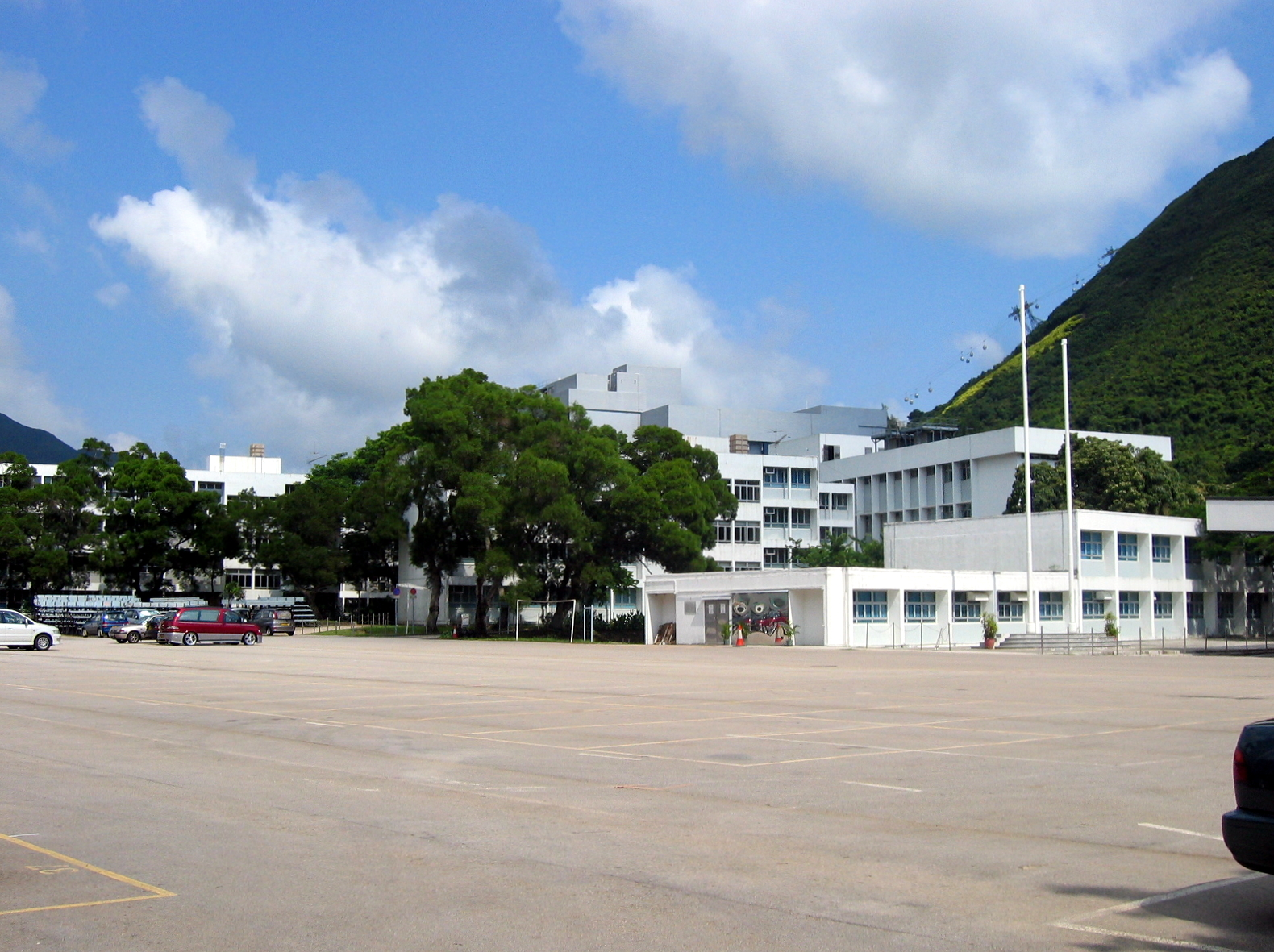
香港警察学院
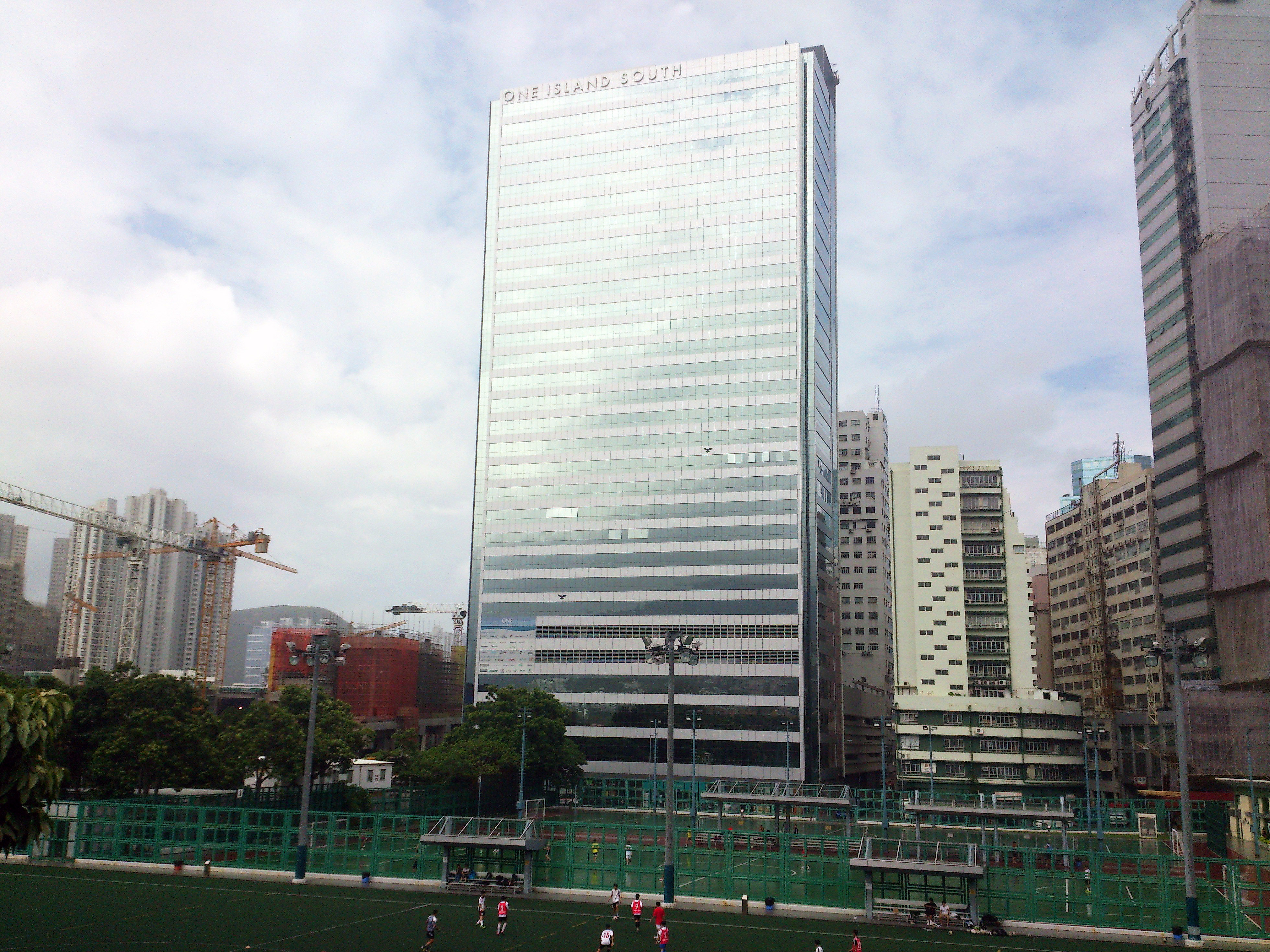
One Island South
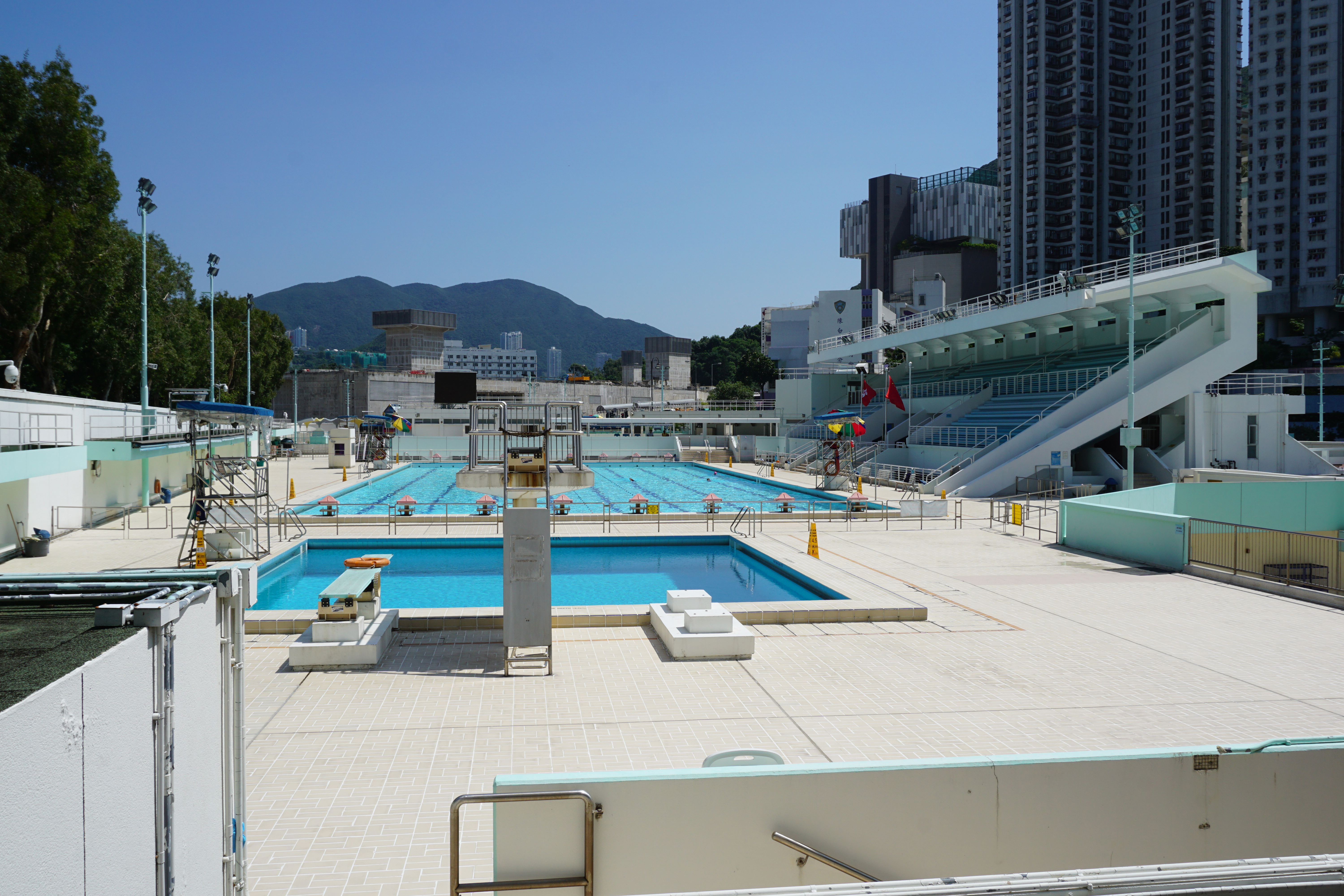
包玉剛遊泳池
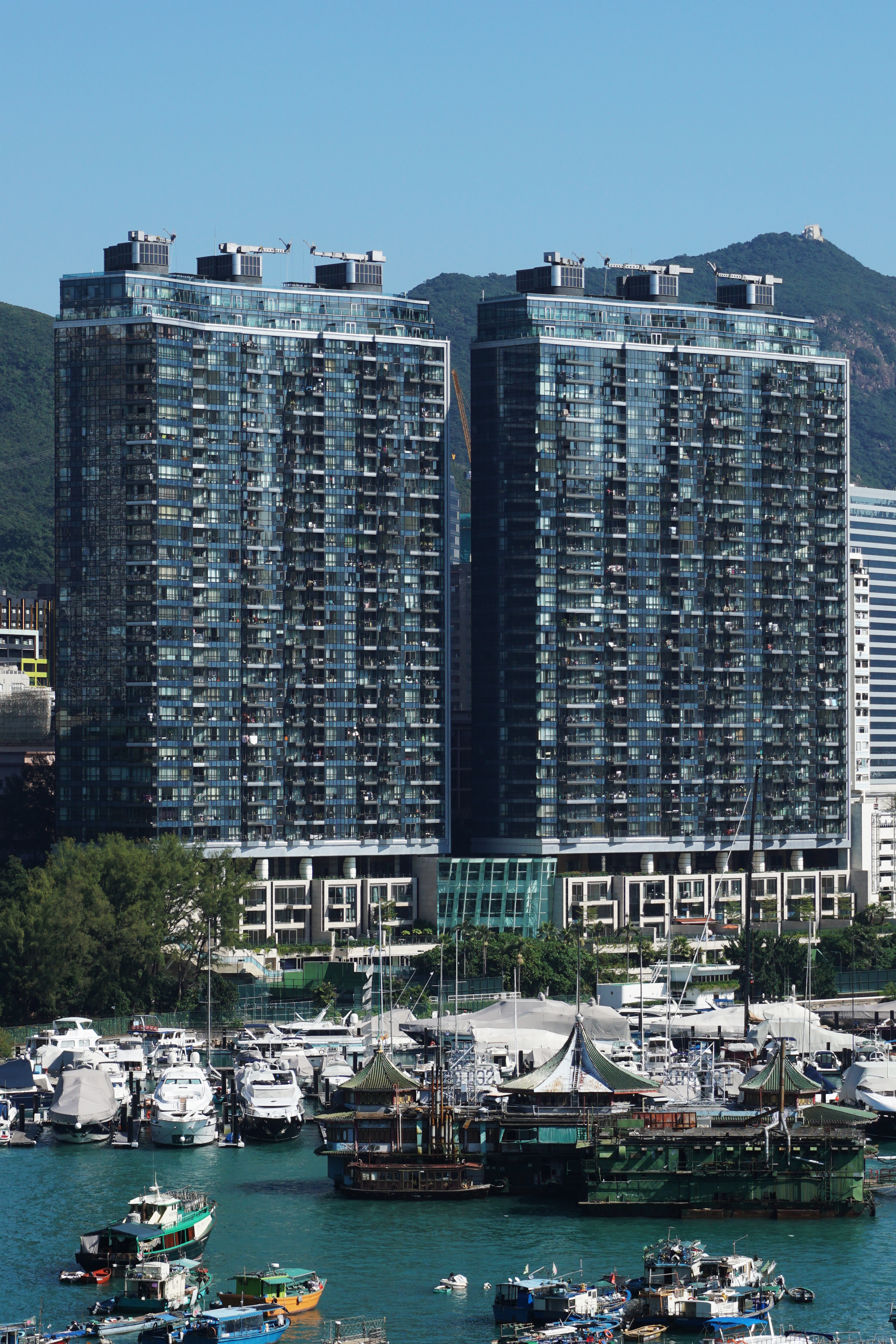
深湾9号
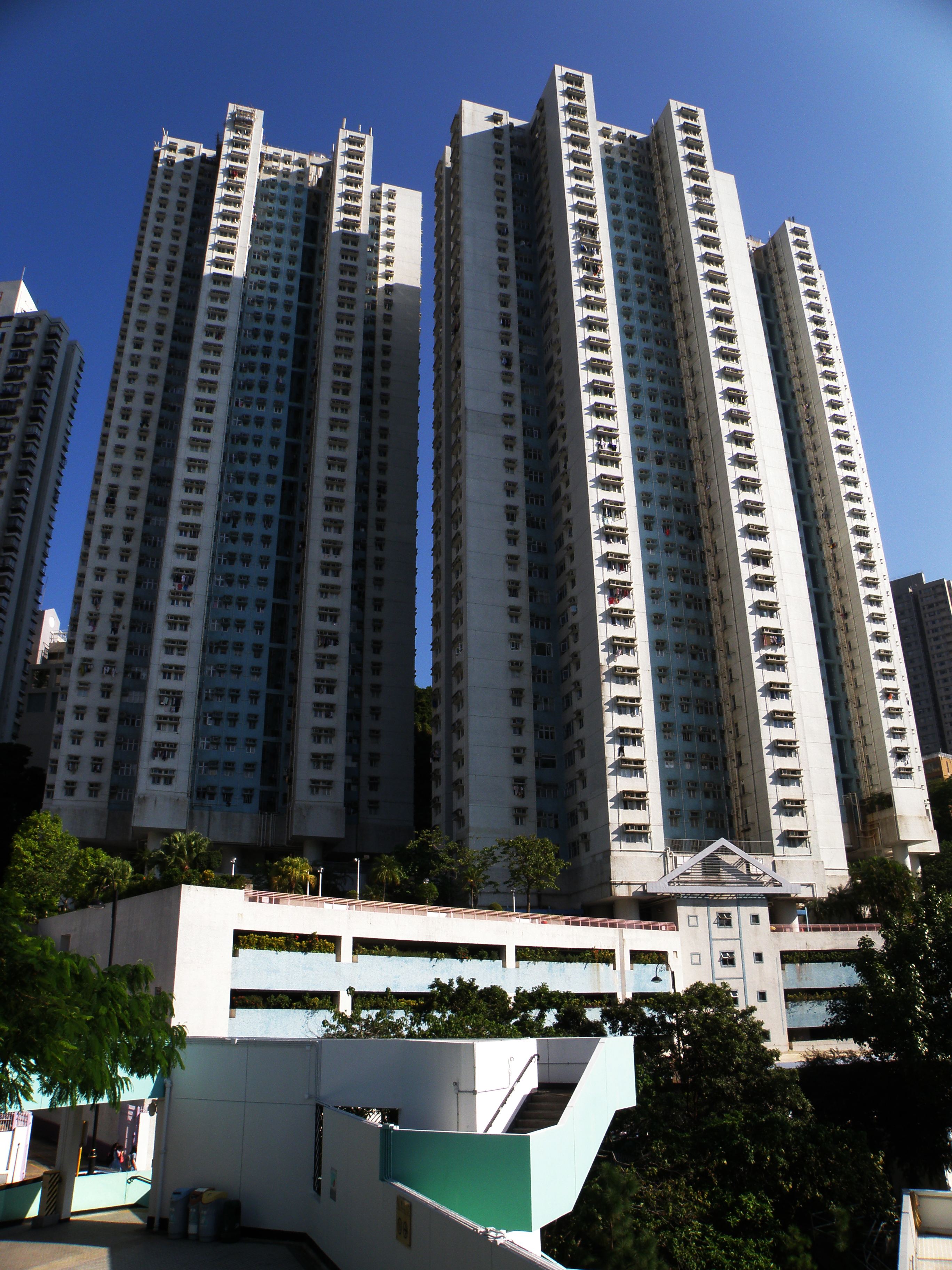
南濤閣
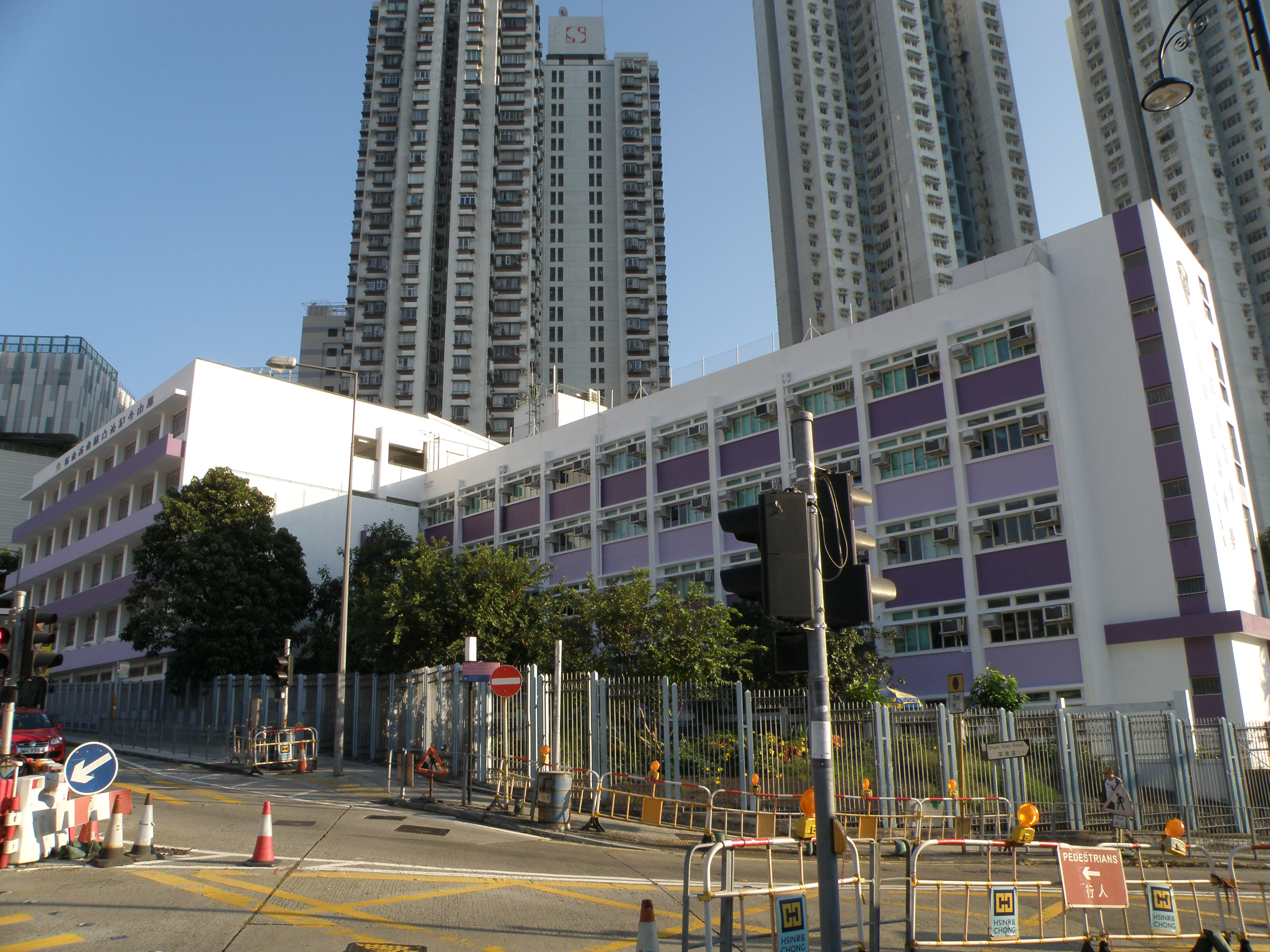
陳白沙記念中学
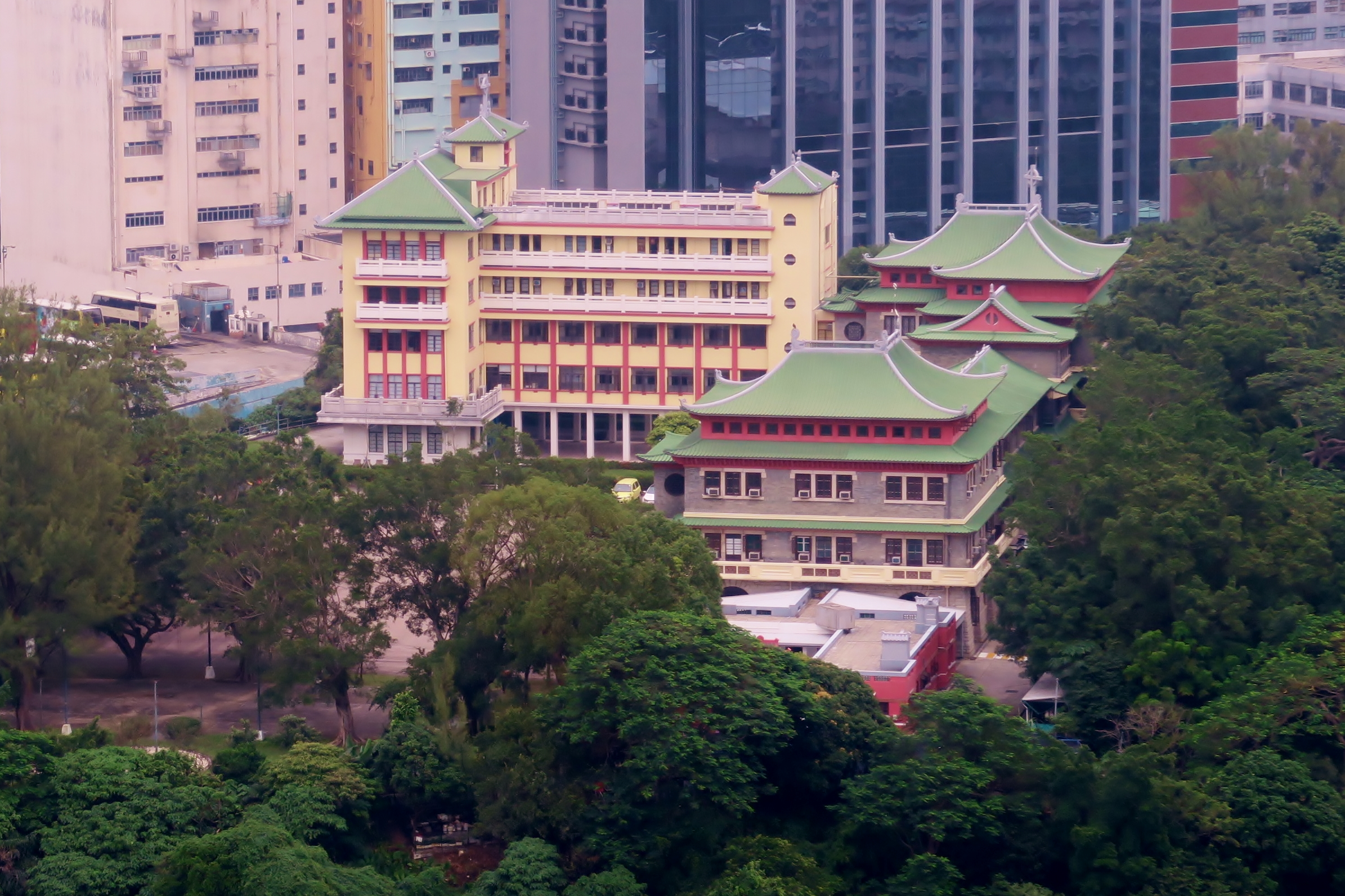
聖神修院
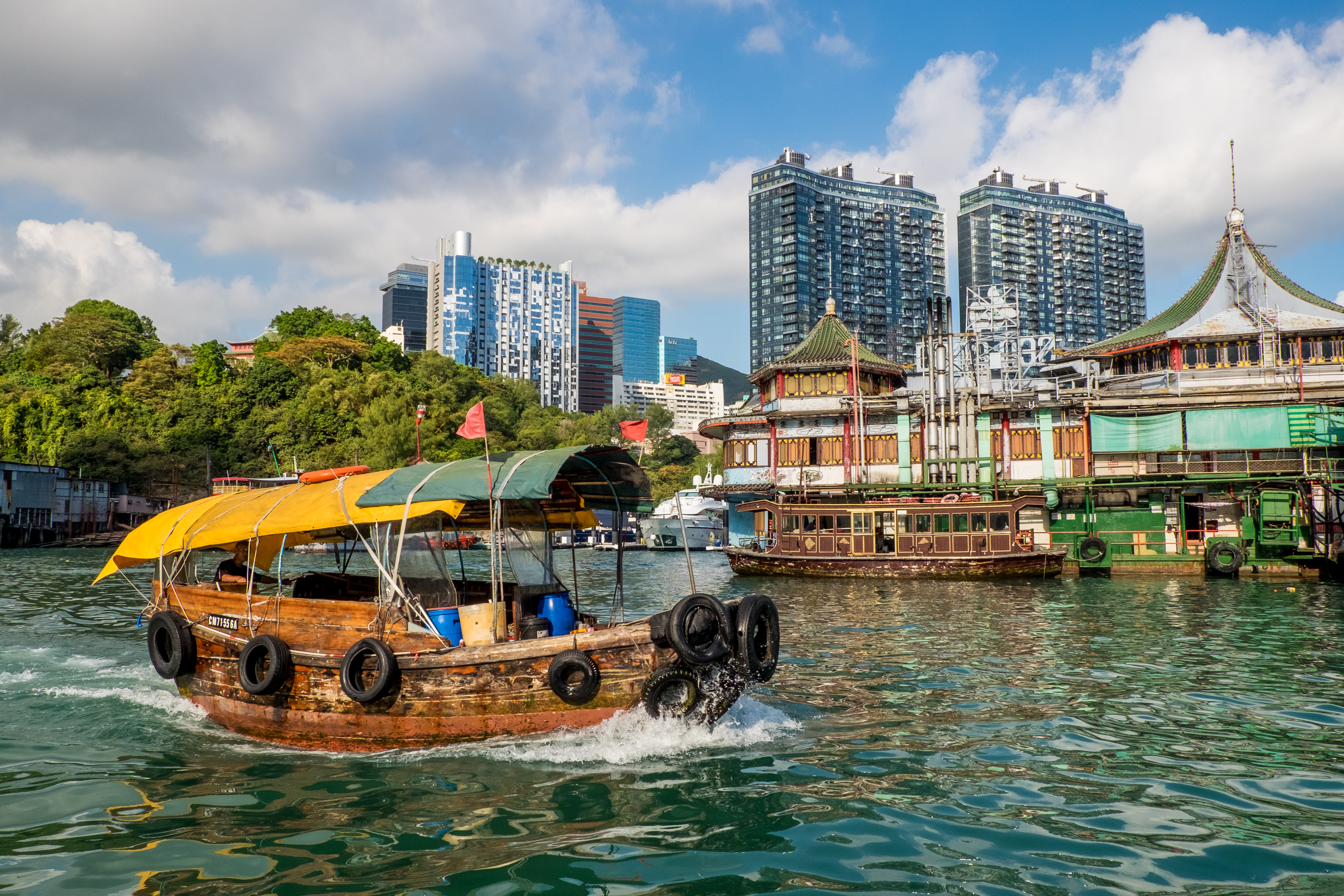
深湾
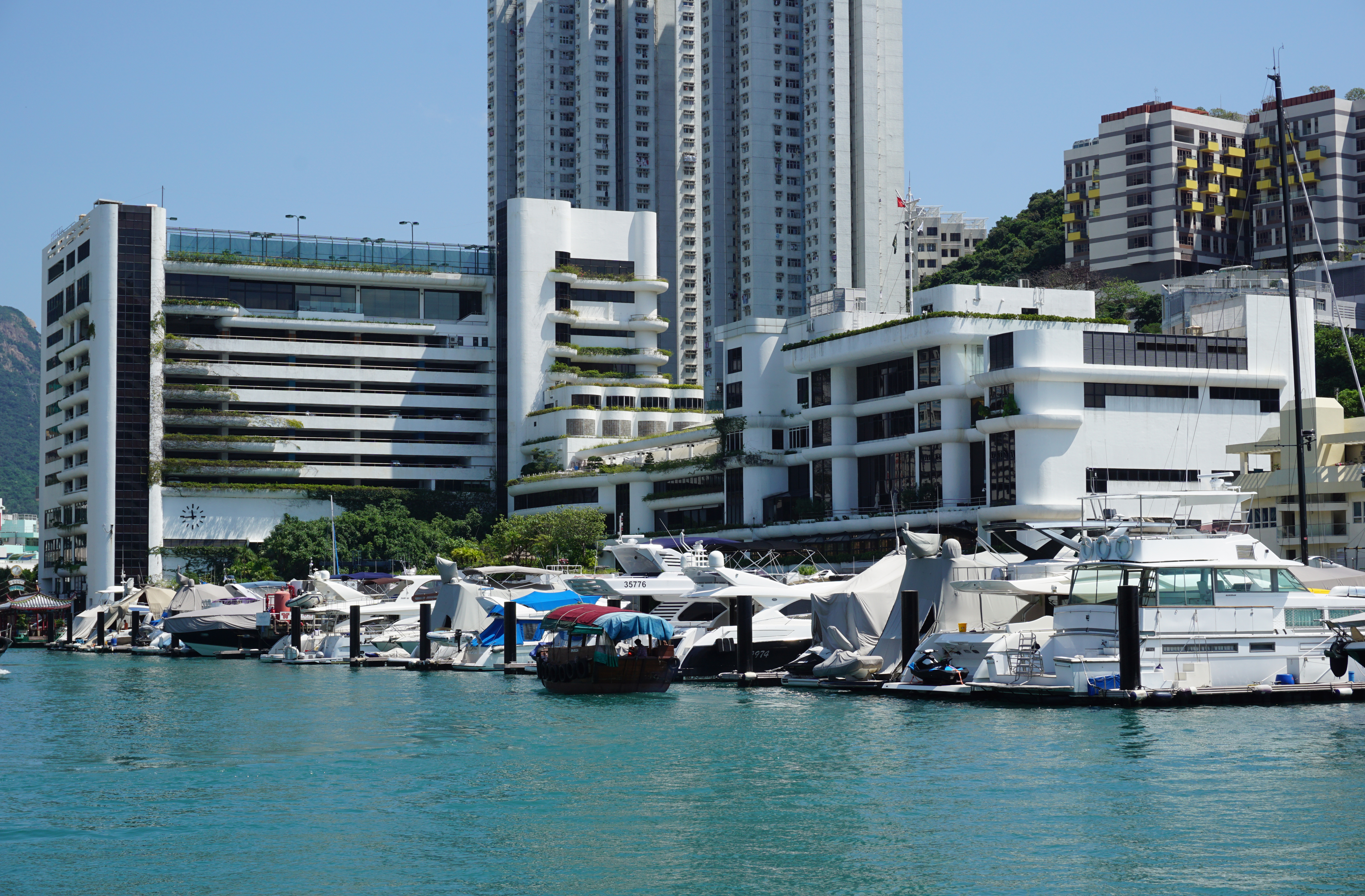
深湾遊艇倶楽部
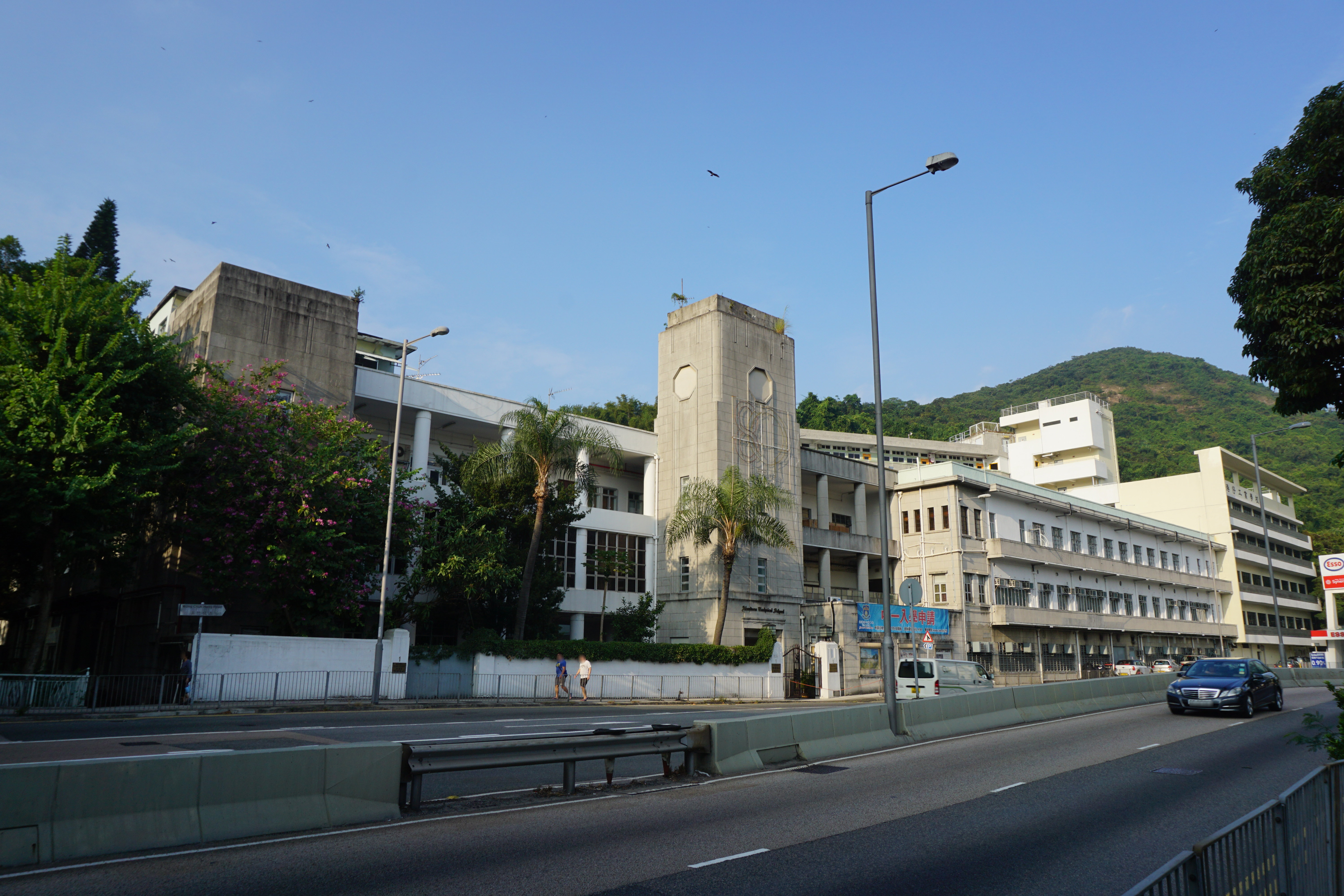
香港仔工業学校

## 隣の駅
香港鉄路 (MTR)
■南港島線 (東段)
海洋公園駅 - 黄竹坑駅 - 利東駅